# Lunca Joasă a Prutului
Lunca Joasă a Prutului este o arie protejată (sit de importanță comunitară — SCI) din România, desemnată în scopul protejării biodiversității și menținerii într-o stare de conservare favorabilă a florei spontane și faunei sălbatice, precum și a habitatelor naturale de interes comunitar aflate în arealul zonei de protecție. Aceasta se întinde pe o suprafață de 5.753,4 ha, integral pe uscat.

## Localizare
Situl se întinde pe teritoriile administrative ale județelor Galați (Cavadinești, Foltești, Frumușița, Galați, Măstăcani, Oancea, Suceveni, Tulucești, Vlădești), Tulcea (Grindu) și Vaslui (Murgeni). Centrul sitului Lunca Joasă a Prutului este situat la coordonatele 45°25′07″N 28°10′45″E / 45.418505°N 28.179103°E.

## Înființare
Situl Lunca Joasă a Prutului (ROSCI0105) a fost declarat sit de importanță comunitară în decembrie 2007 pentru a proteja 13 specii de animale. Acesta include ariile naturale Parcul Natural Lunca Joasă a Prutului Inferior, Ostrovul Prut, Lacul Pochina, Lacul Vlășcuța și  Pădurea Gârboavele.

## Biodiversitate
Situată în ecoregiunea de stepă, aria protejată conține 8 habitate naturale: Ape stătătoare oligotrofe până la mezotrofe, cu vegetație de Littorelletea uniflorae și/sau de Isoëto-Nanojuncetea, Lacuri eutrofice naturale cu vegetație de tip Magnopotamion sau Hydrocharition, Lacuri și iazuri distrofice naturale, Râuri cu maluri nămoloase cu vegetație de Chenopodion rubri p.p. și Bidention p.p., Fânețe de joasă altitudine (Alopecurus pratensis, Sanguisorba officinalis), Păduri mixte riverane de Quercus robur, Ulmus laevis și Ulmus minor, Fraxinus excelsior sau Fraxinus angustifolia, de-a lungul marilor râuri (Ulmenion minoris), Galerii de Salix alba și de Populus alba, Liziere de ierburi înalte hidrofile de câmpie și de nivel montan până la alpin.
La baza desemnării sitului se află mai multe specii protejate:
- amfibieni (2): buhai de baltă cu burtă roșie (Bombina bombina), triton cu creastă dobrogean (Triturus dobrogicus)
- nevertebrate (1): Euplagia quadripunctaria
- pești (9): avat (Aspius aspius), Cobitis taenia Complex, răspăr (Gymnocephalus schraetzer), țipar (Misgurnus fossilis), sabiță (Pelecus cultratus), boarță (Rhodeus amarus), porcușor de nisip (Romanogobio kesslerii), fusar (Zingel streber), pietrar (Zingel zingel)
- reptile (1): țestoasa de baltă (Emys orbicularis)

Pe lângă speciile protejate, pe teritoriul sitului au mai fost identificate 6 specii de plante, 2 specii de nevertebrate.